# Franc-maçonnerie sous le Second Empire
Vous lisez un « bon article » labellisé en 2021.
La franc-maçonnerie sous le Second Empire se retrouve sous la tutelle du pouvoir de l'Empire autoritaire de  Napoléon III. Le Second Empire assimile la franc-maçonnerie, et les francs-maçons en général, à une menace et vise soit à la contrôler soit à la faire disparaître. Refusant de se soumettre au pouvoir impérial, des francs-maçons font le choix de l'exil et s'embarquent pour l'Angleterre. Pour subsister, le Grand Orient de France, principale obédience maçonnique, et la franc-maçonnerie française en général — comme ils l'avaient fait lors des périodes révolutionnaires ou du Premier Empire — se doivent d'accepter de grandes concessions. Pour éviter la dissolution, ils optent pour la solution des « princes protecteurs » chargés d'en prendre la grande maîtrise. La période autoritaire voit l'interdiction des débats politiques, un effacement et une réduction des loges, soumises à une faiblesse des effectifs, avant de connaître de nouvelles dynamiques et un nouvel essor lors de la période libérale du Second Empire.
Durant la guerre de 1870, les obédiences ne soutiennent pas la politique impériale et sont plutôt pacifistes. Après la défaite de Sedan et la proclamation de la République, elles appellent à la lutte contre les armées prussiennes et rompent leurs relations avec la franc-maçonnerie allemande. En 1871, si les obédiences se tiennent à l'écart de la Commune de Paris, une partie des francs-maçons s'engagent ouvertement dans les rangs fédérés, une autre partie appelle à la conciliation pour éviter l'affrontement.
La franc-maçonnerie française fait montre d'une capacité à s'adapter aux contraintes du pouvoir impérial. Cependant, elle est aussi fragmentée, avec des conflits et dissensions entre loges et entre obédiences, parfois entre générations de francs-maçons, qui se focalisent sur la durée des présidences de loges souvent très longues, ou avec des conflits d’ordre politique entre républicains et anti-républicains. Un courant anticlérical né à la Restauration s'installe sûrement pendant toute cette période. Malgré cette fragmentation, la souplesse des institutions maçonniques et la capacité à s'adapter tant au niveau national que local permettent à la franc-maçonnerie en France de se maintenir au travers d'institutions suffisamment malléables pour s’accommoder de tous les régimes.
Au cours de cette période charnière, la franc-maçonnerie française s'engage plus ouvertement dans le débat sociétal. Le Grand Orient de France, tout en restant un ordre initiatique, évolue vers une société philosophique et politique, ayant adopté pour devise le triptyque républicain — Liberté - Égalité - Fraternité, préfigurant son engagement dans la société et son action politique durant la Troisième République.

## Paysage maçonnique

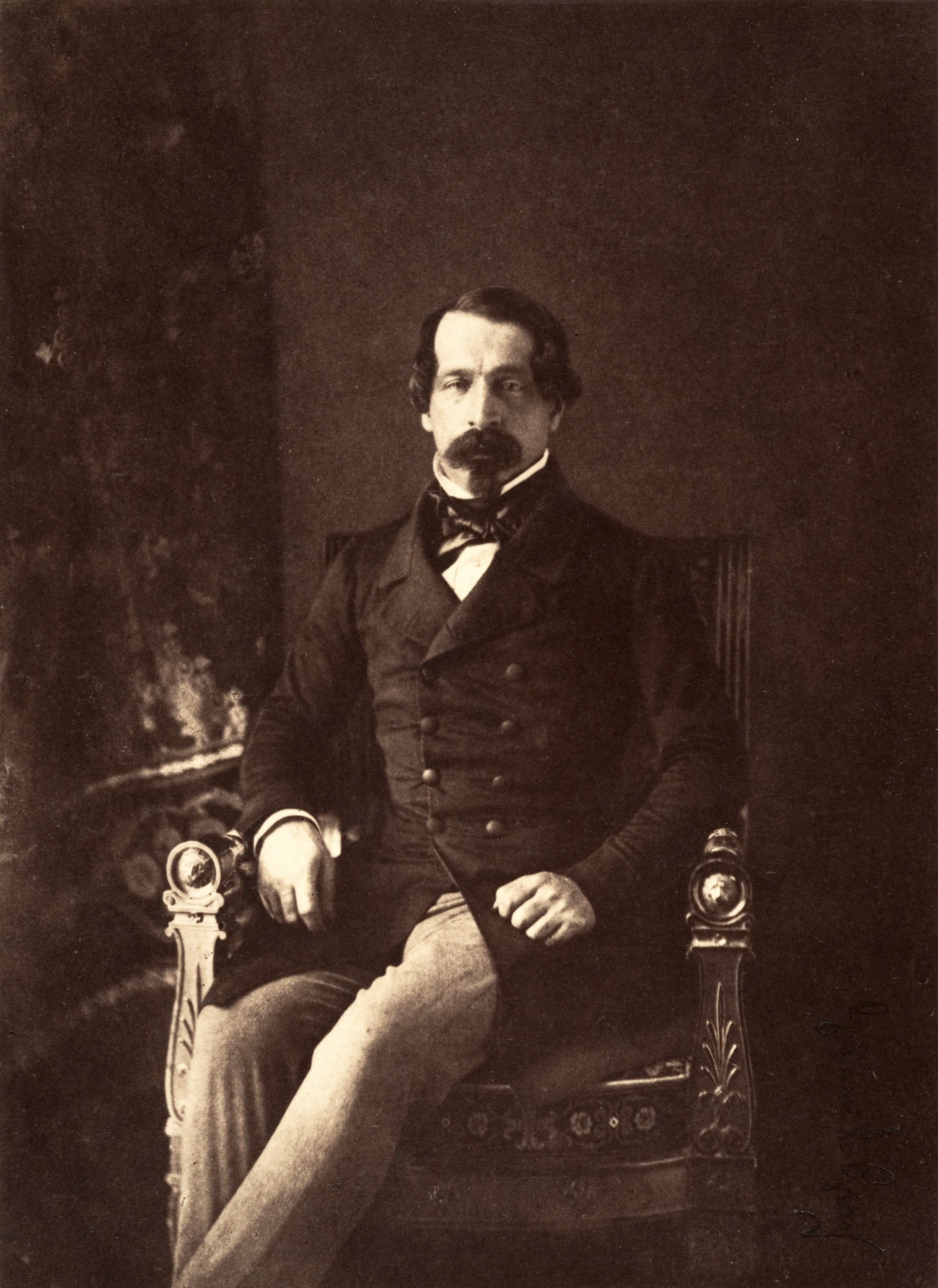
Louis-Napoléon Bonaparte en 1852.

L'élection de Louis-Napoléon Bonaparte, servie par la victoire des partis conservateurs du 13 mai 1849, propulse une grande partie des francs-maçons dans l'opposition et parfois dans la clandestinité. Le coup d'État du 2 décembre 1851 réduit les républicains des loges maçonniques au silence. Les membres les plus vindicatifs sont arrêtés ou déportés, d'autres sont proscrits ou font le choix de s'exiler en Angleterre.
Le Grand Orient de France (GODF), principale obédience maçonnique française, est déjà en cours de mutation sociologique durant les années qui précèdent le coup d'État. Les nouveaux membres sont souvent proches des courants positivistes ; ils rejoignent d'autres membres saint-simoniens, adeptes du fouriérisme ou encore proudhoniens. Ce mélange de courants libéraux et d'utopie socialiste est muselé pendant l'époque impériale, mais anime une forme de rébellion républicaine au sein de l'ordre maçonnique. Les loges de province sont les plus pénalisées par le nouveau régime ; au cours des années de la période autoritaire, plus de la moitié sont démolies,. Les loges parisiennes connaissent aussi une forte réduction bien qu'au même moment se créent des loges proches du pouvoir comme celles aux noms évocateurs de « Saint Lucien » ou de « Bonaparte », qui vont réunir les élites et les proches du régime. Toutefois, le brassage de membres issus de milieux divers, où les métiers de l’artisanat et du commerce sont majoritaires, est le germe d'un courant hostile au grand-maître et d'une tendance qui travaille à la chute d'un « protecteur » qu'elle considère comme imposé par le pouvoir.
Le Suprême Conseil de France, seconde obédience française, qui pratique le Rite écossais ancien et accepté, fait état d'un nombre de loges inférieur ; il est très peu implanté en province, mais partage avec le Grand Orient un esprit libéral en ayant toutefois un fonctionnement très hiérarchisé et moins démocratique. Il perd une partie de ses loges, les plus progressistes, après s'être abstenu de soutenir l’avènement de la Deuxième République en 1848. En résistant aux injonctions du pouvoir durant la période autoritaire, ces loges évoluent dans le même sens que celles du Grand Orient durant la période libérale.

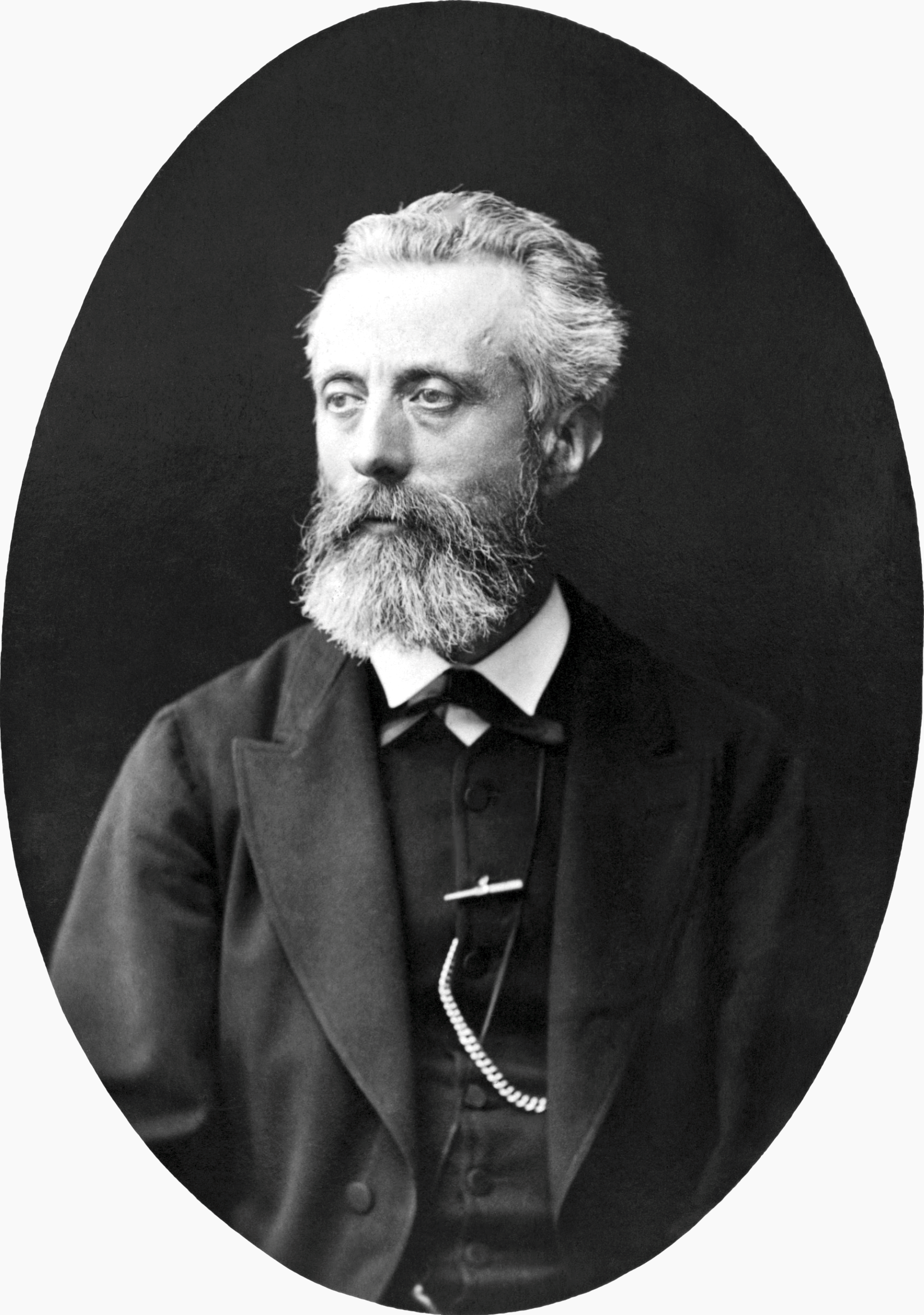
Léon Richer, franc-maçon et un des fondateurs du féminisme.

Le paysage maçonnique sous le Second Empire laisse également apparaitre une franc-maçonnerie mixte qui se maintient au travers de quelques loges ou initiatives. La Grande Loge d'adoption de l'obédience de Misraïm compte ainsi une trentaine de membres au début de l'Empire et pratique une maçonnerie d'adoption. En outre, Luc-Pierre Richard-Gardon fonde le « Temple des familles » organisme paramaçonnique mixte pratiquant également un rite d'adoption et qui accueille plusieurs personnalités féminines de la bourgeoisie, souvent cultivées et féministes. Des loges et des francs-maçons soutiennent l'affiliation des femmes dans les obédiences maçonniques, mais ces positions ne sont pas soutenues et font l'objet de remontrances. Dans le même temps, les questions sur les droits des femmes principalement dans le cadre familial font partie des débats au sein des loges : des francs-maçons comme Léon Richer, Jules Simon et Eugène Pelletan militent ouvertement pour un accroissement des droits et une amélioration de la condition des femmes dans la société.
Entre 1860 et 1870, le Second Empire continue l'expansion coloniale de la France et les loges maçonniques suivent l'installation des colons. En Algérie, la franc-maçonnerie est déjà présente depuis 1831, avec les loges « Cirnus » et « Bélisaire » à Alger. Elles sont principalement composées d'officiers de l'armée coloniale. La loge « Bélisaire » compte plus de 120 membres en 1860 ; elle essaime plusieurs fois et crée de nombreux ateliers dans le pays. Après le coup d'État, en 1852, une dizaine de loges comptent environ 900 membres. L'implantation maçonnique reste toutefois marginale au regard d'une population de deux millions et demi d’Algériens et de 100 000 Européens. Entre 1852 et 1870, le nombre de loges du Grand Orient de France en Algérie ne dépasse pas la douzaine et, à l'instar des loges métropolitaines, elles voient progresser les idées libérales et l’anticléricalisme envers toutes les religions. Le Maroc et la Tunisie voient aussi l'arrivée de loges sur leur territoire à partir des années 1860 dans le même cadre et selon la même sociologie. Comme en Algérie, colons et militaires ne facilitent pas l'entrée en franc-maçonnerie aux musulmans et aux Juifs.
Si la franc-maçonnerie française fait état d'une forme d'adaptabilité durant la période impériale en passant d'un grand maître du Grand Orient de France bonapartiste, en la personne de Lucien Murat en 1852, cousin de l'empereur, homme autoritaire et de religion, qui démolit sans hésiter une partie des loges républicaines, au journaliste Léonide Babaud-Laribière, élu comme grand maître en 1870, laïque et républicain avéré, c'est principalement dû à l'évolution politique et sociale des obédiences françaises entre 1851 et 1870. Malgré cette faculté de s'adapter, la franc-maçonnerie est aussi fragmentée, avec des conflits et dissensions entre loges et entre obédiences, parfois entre générations de francs-maçons qui se focalisent sur la durée des présidences de loges souvent très longue sous le Second Empire. Une autre source de conflit est d'ordre politique entre républicains et anti-républicains, souvent bonapartistes, conservateurs ou plus rarement monarchistes. Malgré cette fragmentation, la souplesse de l'institution maçonnique et sa capacité à s'adapter tant au niveau national que local vont lui permettre de se maintenir au travers d'institutions suffisamment malléables pour traverser cette période en continuant son évolution.

## Historique des obédiences

### Grand Orient de France

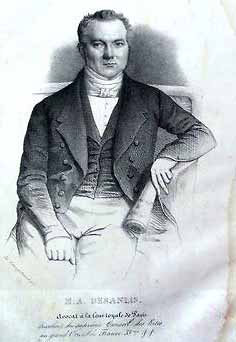
Marie-Auguste Desanlis, grand-maître du Grand Orient à l'avènement du Second Empire.

Lors de l’avènement du Second Empire et de Napoléon III le 2 décembre 1852, le Grand Orient de France est dépourvu de grand-maître : Joseph Bonaparte, élu à ce poste le 5 décembre 1804, meurt en 1844 sans avoir rendu sa charge, alors que la vacance de la fonction est constatée depuis 1815, date de son départ en exil,. Une élection est toutefois prévue en décembre 1851, après la démission de Marie-Auguste Desanlis. Esprit-Eugène Hubert, nouveau secrétaire du GODF est averti par un membre de sa famille, François Certain de Canrobert, que tous les maçons risquent l'arrestation s'ils se rassemblent pour cette élection. Le préfet de police transmet au GODF l'ordre de suspendre les réunions des loges maçonniques jusqu'au 1er janvier 1852. Dans le même temps, une campagne antimaçonnique se déploie dans le pays. Considérée comme une menace par le pouvoir, la franc-maçonnerie se doit, comme par le passé, d'accepter des concessions pour éviter la dissolution. Plusieurs dignitaires, dont Adolphe Perier secrétaire général, neveu de Casimir Perier, proposent de se tourner vers la solution du « prince protecteur ». L'accord se fait sur la personne du prince Lucien Murat, initié en Autriche en 1821,.

#### 1852 - 1862: grande maîtrise du prince Murat

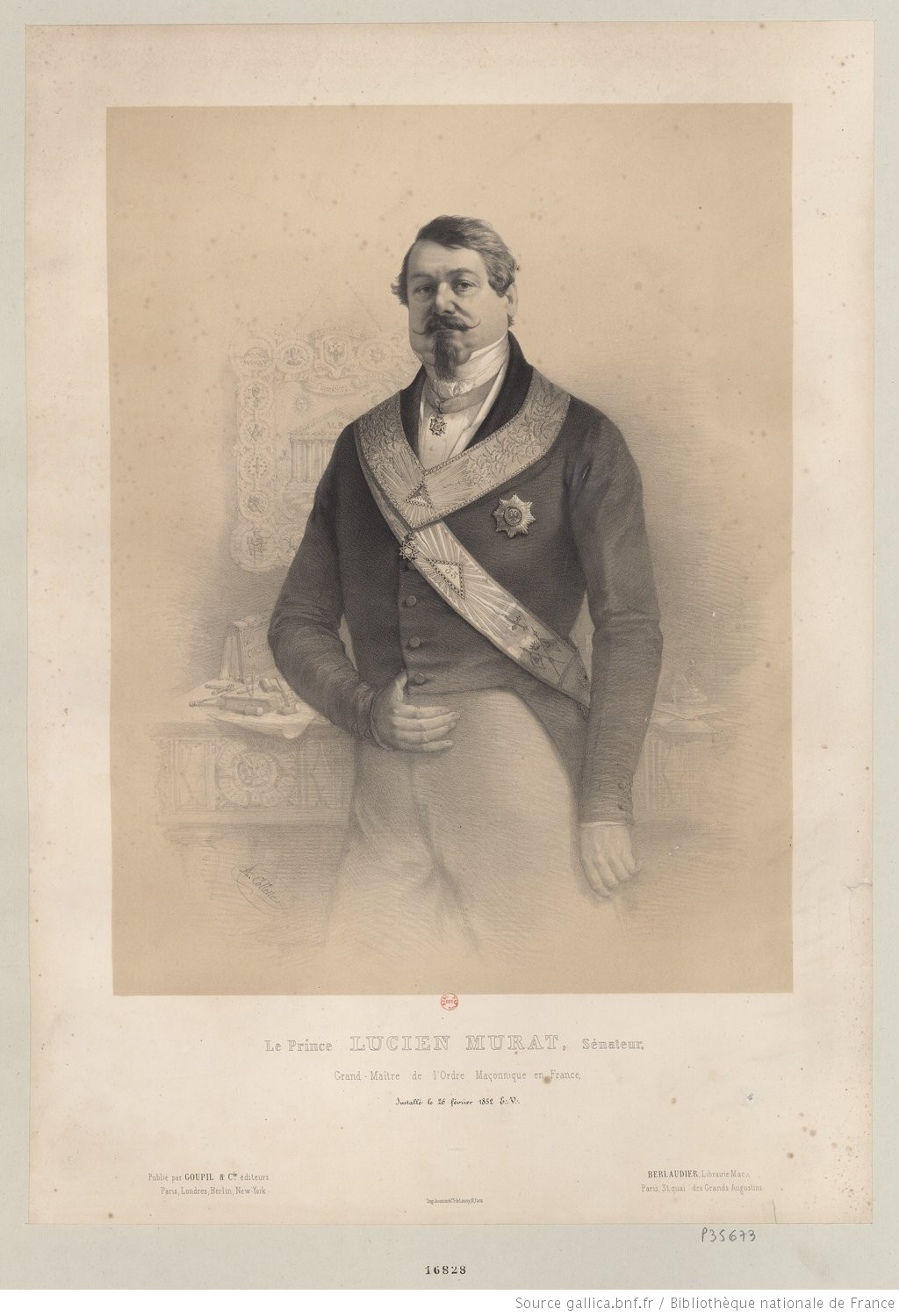
Lucien Murat, grand-maître de 1852 à 1862.

Plus subie que choisie, l'élection de Lucien Murat à la grande-maîtrise est accueillie avec circonspection par les francs-maçons du Grand Orient de France. Le conseil de l'ordre et le convent maçonnique du 9 janvier 1852 approuvent ce choix « à l'unanimité », 27 membres opposants à cette nomination forcée ayant quitté l'assemblée avant le vote. Le 23 janvier il est installé grand-maître de l'Ordre maçonnique en France ; le 27, il est élevé du 18e au 33e et dernier degré du Rite écossais ancien et accepté.
Malgré cette nomination, une centaine de loges sont suspendues dans l'année 1852. Les premières initiatives de Lucien Murat ne sont pas largement acceptées : le renvoi du secrétaire Eugène Hubert très apprécié au sein de l'ordre, l'achat de l’hôtel de Richelieu à la rue Cadet en août 1852 pour la somme de 450 000 francs-or, qui risque de peser lourdement sur les finances, ainsi que la confirmation de son autoritarisme poussent de nombreux membres à s'en tenir à la réserve la plus élémentaire. En 1853, il prend diverses mesures qui visent à renforcer son pouvoir et, en 1854, un convent dote l'obédience d'une « constitution bonapartiste » dont l'article premier, largement revu, impose pour base « l'existence de Dieu, l'immortalité de l'âme et l’amour de l'humanité » et lui accorde de vastes pouvoirs. Cette mise sous tutelle tant fonctionnelle que dogmatique entraîne la chute du nombre de loges : de 327 en 1853, le Grand Orient n'en compte plus que 167 en 1858. Conséquence du césarisme du grand-maître, plusieurs dizaines d'ateliers maçonniques réfractaires à cette soumission au gouvernement cessent de cotiser et se voient suspendus par le conseil du grand-maître.
Lucien Murat crée un institut dogmatique en 1856 pour prendre le contrôle des hauts grades maçonniques avant de se faire nommer grand commandeur, continuant de focaliser des oppositions à son encontre. Les convents successifs sont l'objet de conflits entre l’exécutif et les membres mécontents de l'ordre. En 1860, la défiance grandissante des francs-maçons du Grand Orient à son égard s'accompagne du rejet d'une grande partie de ses propositions par les convents : sa proposition d'instaurer une société de secours mutuels, perçue comme une tentative de transformation de l'objet du Grand Orient, est largement rejetée. En tant que sénateur, Lucien Murat soutient et apporte son vote sur la question du maintien de la présence des troupes françaises dans la cité pontificale, dans une Italie en pleine période de tentative d'unification. En totale contradiction avec sa qualité de franc-maçon, il soutient la proposition des ultramontains et du clergé catholique clairement positionnés contre la franc-maçonnerie. Dès lors, des critiques à son encontre vont être affiché publiquement, principalement par Luc-Pierre Richard-Gardon. Ce dernier, directeur de la rédaction de L'Initiation ancienne et moderne, dans le numéro de mai/juin 1861, affirme que le Prince Murat ne peut afficher deux avis opposés, dès lors qu'il soutient à Rome un pouvoir persécutant les francs-maçons et s'affirme en France comme un protecteur de ceux-ci. La réaction du grand maître est rapide : le journal est provisoirement suspendu.
La crise devient inévitable, car Lucien Murat brigue un nouveau mandat de grand-maître en 1861 : partisans de son maintien et opposants s'affrontent tout d'abord au travers de communication dans les loges puis au convent de 1861. Par la suite, une campagne se développe au sein des loges pour promouvoir l'élection du prince Napoléon-Jérôme, qui s'est violemment opposé à la proposition de maintien des troupes en Italie. Le 21 mai, une réunion des délégués à l’hôtel rue Cadet élit le prince Napoléon par 98 délégués sur 152. Le 23 mai, le préfet Symphorien Boittelle, par arrêté, stoppe le processus et interdit aux francs-maçons de se réunir pour élire un grand-maître avant fin octobre. L'agitation qui s'étend autour de cette élection provoque le désistement du prince Napoléon. Les négociations pour réconcilier les deux camps n'aboutissant pas, l'ordre se retrouve au bord de la rupture. Devant l'impasse et faute d'accord, le pouvoir fait le choix de trancher la question. L'empereur demande la démission de Lucien Murat et signe un décret le 11 janvier 1862 qui nomme le maréchal Bernard Pierre Magnan, « grand-maître de l'Ordre maçonnique de France » mettant fin pour un temps à la crise profonde qui agite la maçonnerie française.

#### 1862 - 1865: grande maîtrise du maréchal Magnan

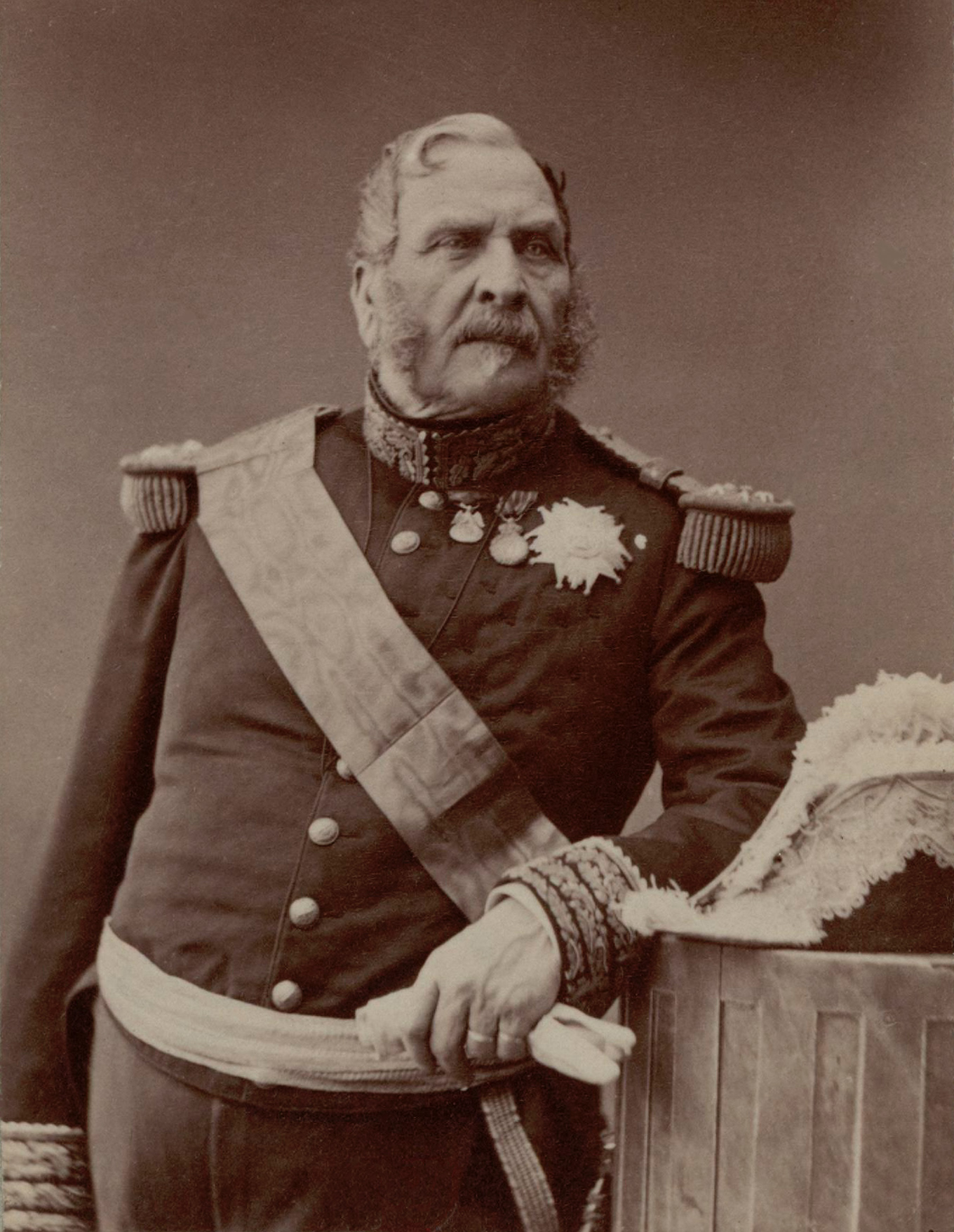
Bernard Pierre Magnan, grand-maître de 1862 à 1865.

Le maréchal Bernard Pierre Magnan, militaire de carrière, se retrouve à la tête d'un Grand Orient de France qui n'est pas en position de s'opposer à cette décision impériale. Sa nomination présente un problème unique dans l'histoire du Grand Orient : le maréchal Magnan n'est pas franc-maçon lors de sa nomination le 11 janvier 1862. Nommé pour trois ans, il est initié le 6 février 1862 et reçoit le même jour les 33 grades du Rite écossais ancien et accepté. La quasi-unanimité des ateliers acceptent les faits sans résistance ; seules deux loges s'élèvent contre ce procédé peu maçonnique. Malgré un passé de soldat peu enclin à la mansuétude, le maréchal Magnan fait preuve de bienveillance et s'attire la sympathie d'une partie des francs-maçons du Grand Orient en annulant rapidement la quasi-totalité des décisions de son prédécesseur. Toutefois, la nomination d'un militaire à la tête de l'obédience apparaît clairement comme le signe de la volonté du pouvoir impérial de garder le contrôle sur la franc-maçonnerie. L'attitude paternelle du nouveau grand-maître ne suffit pas à apaiser les velléités des meneurs de la contestation du prince Murat. Le Grand Orient connaît toutefois un regain de dynamisme dans la création de loges, passant de 190 en 1862 à 230 en 1865. Le maréchal Magnan décide alors de mettre en œuvre plusieurs réformes, dont certaines sans beaucoup de succès.
Son premier échec est consécutif à la volonté d'unification des obédiences maçonniques françaises, qui sont sommées de reconnaître son autorité et de s'agréger au Grand Orient de France. La petite obédience de Jean Étienne Marconis de Nègre et ses quatre « loges égyptiennes » du Rite de Memphis s’exécutent. En revanche, le Suprême Conseil de France et ses 50 loges, présidé par Jean-Pons-Guillaume Viennet, va s'opposer avec force à cette intégration forcée. Lorsqu’il prend la tête du Suprême Conseil, Guillaume Viennet hérite à l'âge de 87 ans d'une obédience en bon état de marche, qui s'est tenue à l'écart des querelles du Grand Orient avec le pouvoir impérial, affiche un grand respect des autorités et s'active principalement dans les actions philanthropiques. Dès le 1er février 1862, le grand-maître ordonne la fusion des loges du Suprême Conseil au sein du Grand Orient. La réponse négative du grand commandeur Viennet est rapide et sans détour : dans un courrier circonstancié, il confirme l'impossibilité de se soumettre à cet ordre, arguant du fait que les deux obédiences sont distinctes et que la nomination de Magnan à la tête du Grand Orient est sans effet pour le Suprême conseil dont il détient les pouvoirs en tant que légataire d'une illustre lignée de francs-maçons,. Lors d'une entrevue avec Napoléon III, celui-ci lui confirme sa volonté de fusionner les deux obédiences. Résistant à cette pression impériale, Guillaume Viennet précise que les constitutions du Suprême Conseil n'autorisent pas de fusion avec d'autres obédiences maçonniques et invite dès lors l'empereur, qui en a le pouvoir, à dissoudre le Suprême Conseil s'il le souhaite. Le maréchal Magnan persiste alors à faire aboutir le projet impérial et communique un décret le 23 février où il dissout lui-même le Suprême Conseil et menace les loges écossaises d'illégalité si elles ne se soumettent pas. Guillaume Viennet rejette rapidement cette communication, déclare le décret nul et non avenu et rappelle que seul l'empereur peut dissoudre l'ordre. Au conseil du grand-maître du 3 juin, Magnan connaît une contestation interne qui demande son départ, il refuse de démissionner et reconnaît son échec, les autorités ayant refusé de fermer les loges récalcitrantes.
Le maréchal Magnan connaît une autre déconvenue importante lorsque le convent de 1865 du Grand Orient refuse de valider sa proposition de transformer l'obédience en une « institution d'utilité publique ». L'idée est approuvée par le conseil de l'ordre, qui la voit comme un moyen de reconnaissance de la franc-maçonnerie, mais également comme une opportunité financière pour alléger la dette du Grand Orient depuis l'achat de l’hôtel Richelieu. Un seul conseiller de l'ordre, André Roussel, s'oppose à ce changement et, s'il ne parvient à rallier à sa cause aucun autre conseiller, il arrive toutefois à convaincre de nombreux délégués au convent des inconvénients de ce changement. Son argumentation cherche à démontrer que la transformation en grande société de secours mène à la « ruine inévitable » de la maçonnerie en la soumettant au pouvoir civil, moyen idéal pour la contrôler et la surveiller de près,. La réforme est rejetée par 123 voix contre 63.
Malgré des déconvenues, le maréchal Magnan obtient de l'empereur en 1864, le retour d'un droit fondamental pour les francs-maçons du Grand Orient, celui de désigner leur grand-maître. La restitution de ce droit lui permet de retrouver une grande popularité auprès des loges parisiennes et de province. Le convent le réélit à la quasi-totalité des délégués. Il n'a pas le temps de profiter de cette nouvelle légitimité, car il meurt subitement le 29 mai 1865 à la veille du convent. Ses obsèques religieuses sont célébrées par l'archevêque de Paris Georges Darboy, qui officie sur un cercueil recouvert d’emblèmes maçonniques,. Le 9 juin, le convent choisit un nouveau grand maître en la personne du général Émile Mellinet.

#### 1865 - 1870: grande maîtrise du général Mellinet

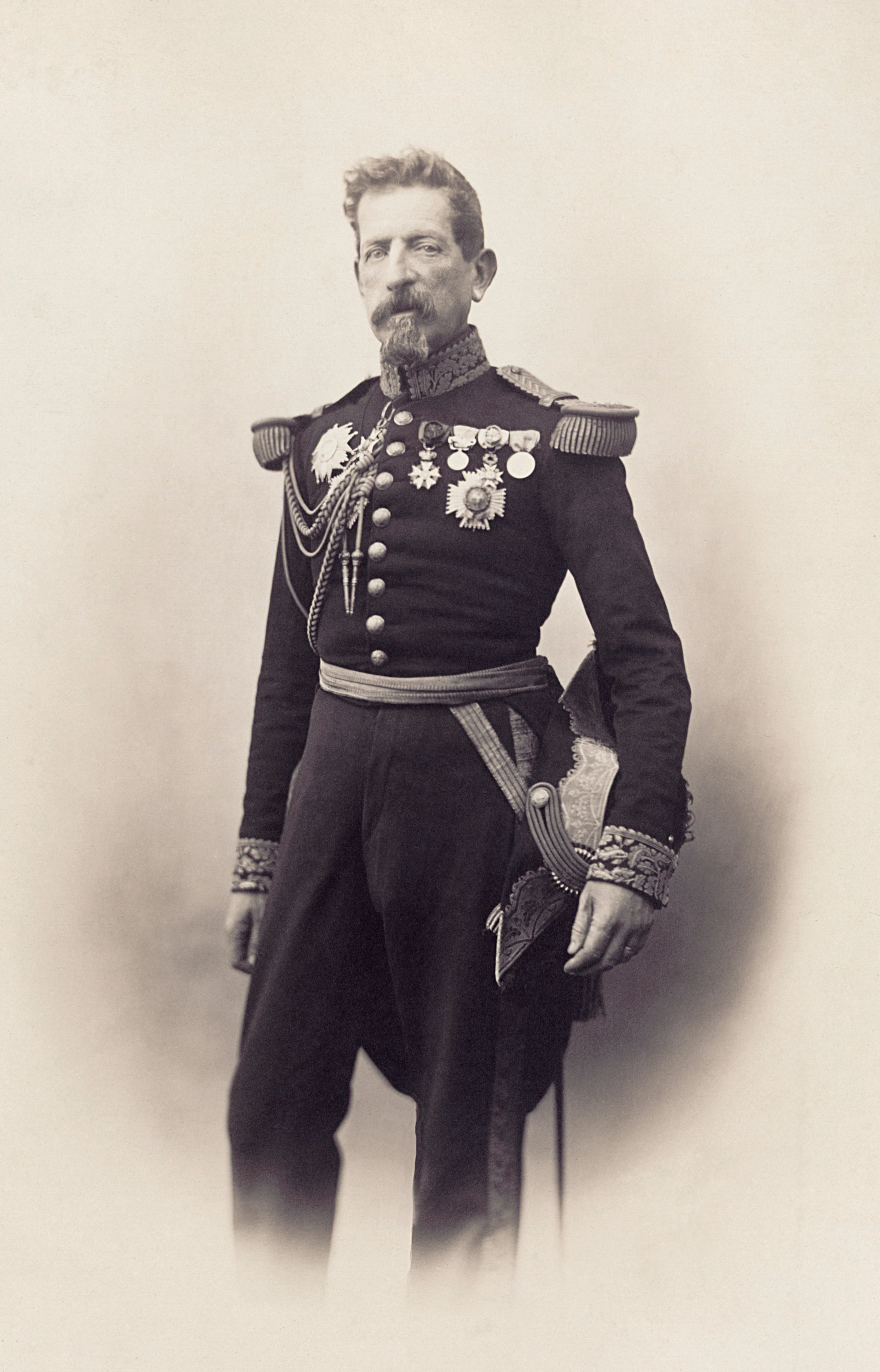
Le général Émile Mellinet, grand-maître de 1865 à 1870.

Contrairement à son prédécesseur, Émile Mellinet est un franc-maçon de longue date. Fils et petit-fils de franc-maçon, il est initié à 16 ans à Thionville, avant d'être élevé compagnon, puis maître dans la loge nantaise « Mars et les Arts ». Au moment de son élection comme grand-maître, il est commandant de la Garde nationale de la Seine. À l'occasion de son élection, le conseil de l'ordre est également largement renouvelé : les « centristes » y sont majoritaires à l'image du philosophe Charles Fauvety ou de l'avocat Achille Jouaust. Dans cette période libérale de l'empire, les cinq ans de la grande maîtrise du général Mellinet n'ont pas un grand impact sur la franc-maçonnerie française. Au cours de son mandat qui passe de la mort du maréchal Magnan à la chute de l’empire, les loges vivent dans une certaine liberté et le recrutement se fait plus largement au sein de milieux souvent en opposition à l'empire. Les ateliers travaillent souvent sur des thèmes progressistes, comme l'admission des femmes en franc-maçonnerie ainsi que sur les relations dégradées avec l’Église catholique, qui favorisent une montée de l'anticléricalisme dans les loges. Toutefois, sous sa présidence, le GODF passe de 230 à 292 loges. Lassé des nombreuses querelles entre partisans et adversaires de l'obligation de croyance en Dieu mais également désireux de s'adonner à ses passions culturelles dans sa ville natale, il ne sollicite pas un nouveau mandat, bien que réélu largement par le convent de juin 1870. Prenant acte de son choix, les conventuels élisent comme grand-maître le journaliste laïque et républicain Léonide Babaud-Laribière.

#### Évolution de l'obédience et des loges
Durant cette période, le GODF tout en restant une société initiatique, se transforme lentement en une société également philosophique et plus politique. L'interdiction de débats ouvertement politiques au sein des loges n’empêche pas les membres de débattre de sujets sociétaux ou religieux. L'encyclique Quanta cura qui en 1865 attaque violemment la modernité en général et la « secte maçonnique » en particulier, en l'accusant de conspirer contre l’Église catholique et le pouvoir, va renforcer l'anticléricalisme latent depuis la Restauration au sein d'une franc-maçonnerie qui attire de plus en plus la jeunesse républicaine et des membres ouvertement agnostiques ou athées. Cette évolution participe à la remise en cause de l'obligation de croyance en Dieu inscrite dans la constitution du Grand Orient depuis 1849. Si une partie des loges tant parisiennes que provinciales se contentent d'une pratique maçonnique centrée sur la bienfaisance et une sociabilité fraternelle, d'autres débattent de la justice, de l'abolition de la peine de mort, du divorce ou du rôle social de la femme dans une société nouvelle et à construire. Les loges restent toutefois à l'écart des sujets totalement politiques pour éviter la répression des autorités. La libéralisation du régime et le retour des proscrits favorisent une large diversification des travaux des loges, qui augmentent sensiblement le nombre de leurs membres, principalement dans les secteurs où le Parti républicain est très actif. La documentation ne permet pas d'établir avec précision la composition sociologique des loges, dont le nombre augmente toutefois de manière notable durant la période libérale. Les loges de la capitale sont toutefois largement républicaines ; en province, la situation est moins homogène, car plusieurs loges sont ouvertement bonapartistes, ce qui provoque souvent des conflits internes. La grande majorité des francs-maçons bonapartistes quittent la franc-maçonnerie lors de l’avènement de la IIIe République. À partir de 1865, une presse maçonnique indépendante commence à paraître, comme La Chaîne d'union qui édite des comptes rendus des débats en loge. Les convents annuels de l'obédience ont également tendance à se politiser, celui de 1870 soutenant unanimement la pétition pour l'instruction gratuite et obligatoire organisée par la Ligue de l'enseignement. Adopté en 1849, le triple principe — Liberté - Égalité - Fraternité — devient officiellement la devise de l'Ordre.

### Suprême Conseil de France

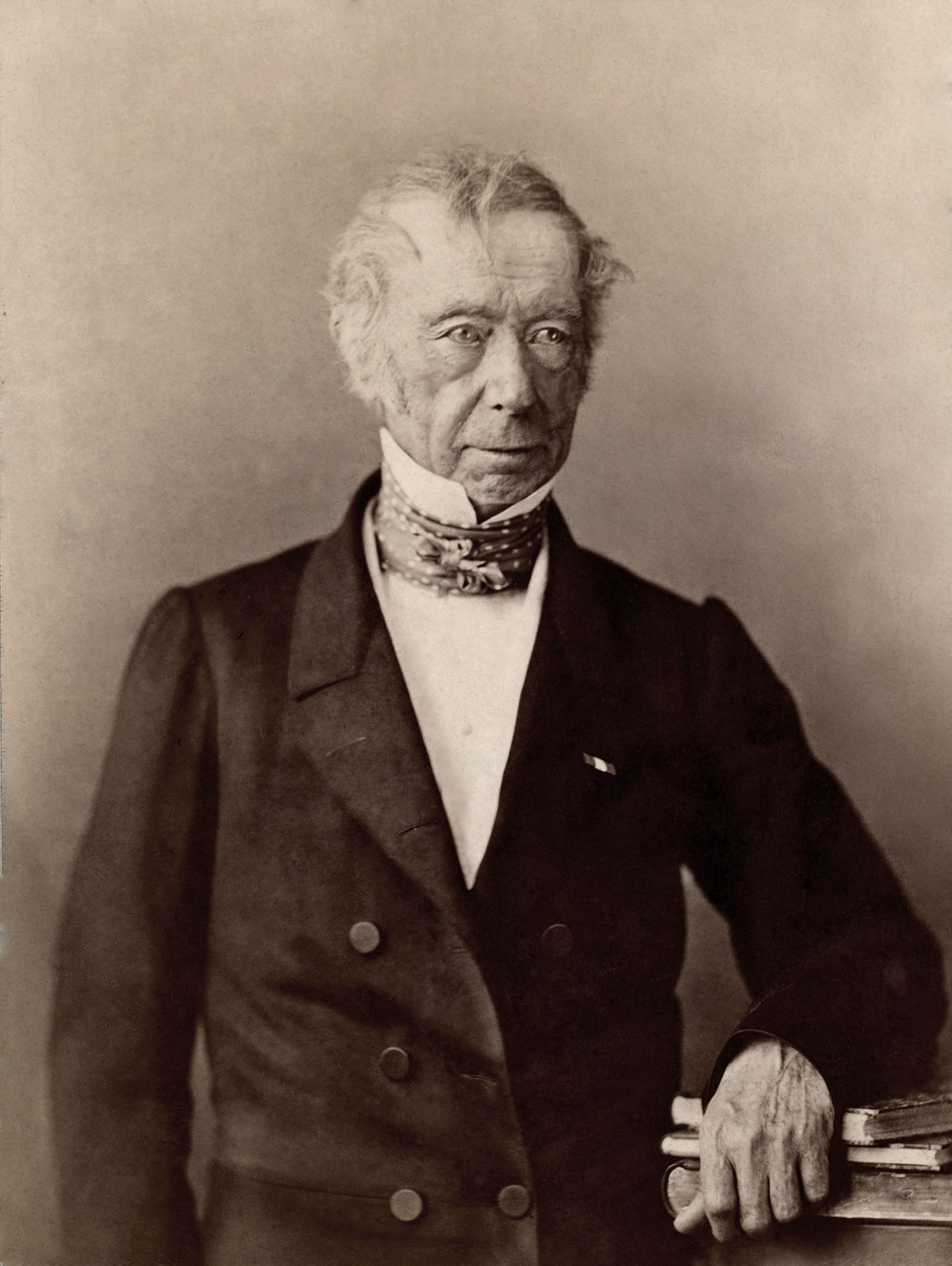
Jean-Pons-Guillaume Viennet, président du Suprême conseil de France.

Seconde obédience française, le Suprême Conseil de France est dirigé par Guillaume Viennet à partir de 1860. Ce dernier bénéficie d'une grande popularité au sein de son ordre pour s'être opposé avec succès à la tentative d’absorption du Grand Orient de France. Toutes les discussions politiques ou religieuses sont statutairement interdites, prohibition commune à toutes les obédiences de France. Le refus de soutenir la révolution de 1848 vaut au Conseil une première scission : les membres les plus progressistes fondent une « Grande Loge nationale de France », qui dote ses constitutions d'idéaux républicains. Elle est rapidement interdite, en janvier 1851, pour son refus d'exclure les questions politiques et sociales du débat de ses loges. Tout en restant estimé, Guillaume Viennet est toutefois critiqué pour avoir voté contre l'admission d'Émile Littré à l'Académie française en 1863. Dans les années 1865-1870, le Suprême Conseil suit une évolution identique au Grand Orient ; Guillaume Viennet perçoit mal toutefois l'évolution interne des loges, dont la sensibilité se rapproche de plus en plus de celle du Grand Orient, et qui, comme celles de cette obédience, commencent à remettre largement en cause l'obligation de croyance en Dieu contenue dans les statuts généraux.
La quarantaine de loges du Suprême Conseil sont principalement parisiennes et peu implantées en province. Elles sont très actives et parfois plus offensives que celles du Grand Orient. La loge la plus prestigieuse est « L’Écossaise 133 », qui crée la revue Le monde maçonnique et anime la contestation des organes dirigeants en 1868. La mort de Guillaume Viennet met un terme à la crise, le nouveau grand commandeur nomme comme 1er vice-président une personnalité populaire et appréciée Adolphe Crémieux. Les loges abritent aussi un courant radical avec Henri Brisson, Charles Floquet, Camille Raspail et Gustave Mesureur.

## Francs-maçons en exil
Les francs-maçons exilés principalement dans les îles britanniques viennent de différentes vagues liées à des évènements politiques en France. La première est issue des journées insurrectionnelles et des émeutes de 1848, la deuxième fait suite à l’échec de la manifestation du 13 juin 1849 en opposition à la politique menée à Rome par le gouvernement de la Deuxième République et la dernière fait suite au coup d'État fondateur du Second Empire. Des îles Britanniques se construit une franc-maçonnerie au fondement révolutionnaire.
Le publiciste Jean Phillipe Berjeau, rédacteur dans la chronique politique internationale La voix du proscrit, fonde en 1850, sous les auspices du Rite de Memphis créé par Jean Étienne Marconis de Nègre, une loge londonienne qui donne naissance à une Grande Loge des philadelphes. Autour de cette grande loge, une société fraternelle des démocrates socialistes, ouverte à tous, travaille au rassemblement des proscrits. Plusieurs personnalités sont actives au sein de ces sociétés et loges comme Louis Blanc, Félix Pyat ou Jean-Baptiste Boichot, qui rentre en France pour organiser le mouvement démocrate-socialiste. Arrêté à la suite d'une dénonciation, il est libéré en 1859. La loge des Philadelphes s'érige en terre d'accueil pour toutes les tendances républicaines. Nombre de ses membres sont cependant aussi présents au sein de l'Association internationale des révolutionnaires.

## Guerre de 1870

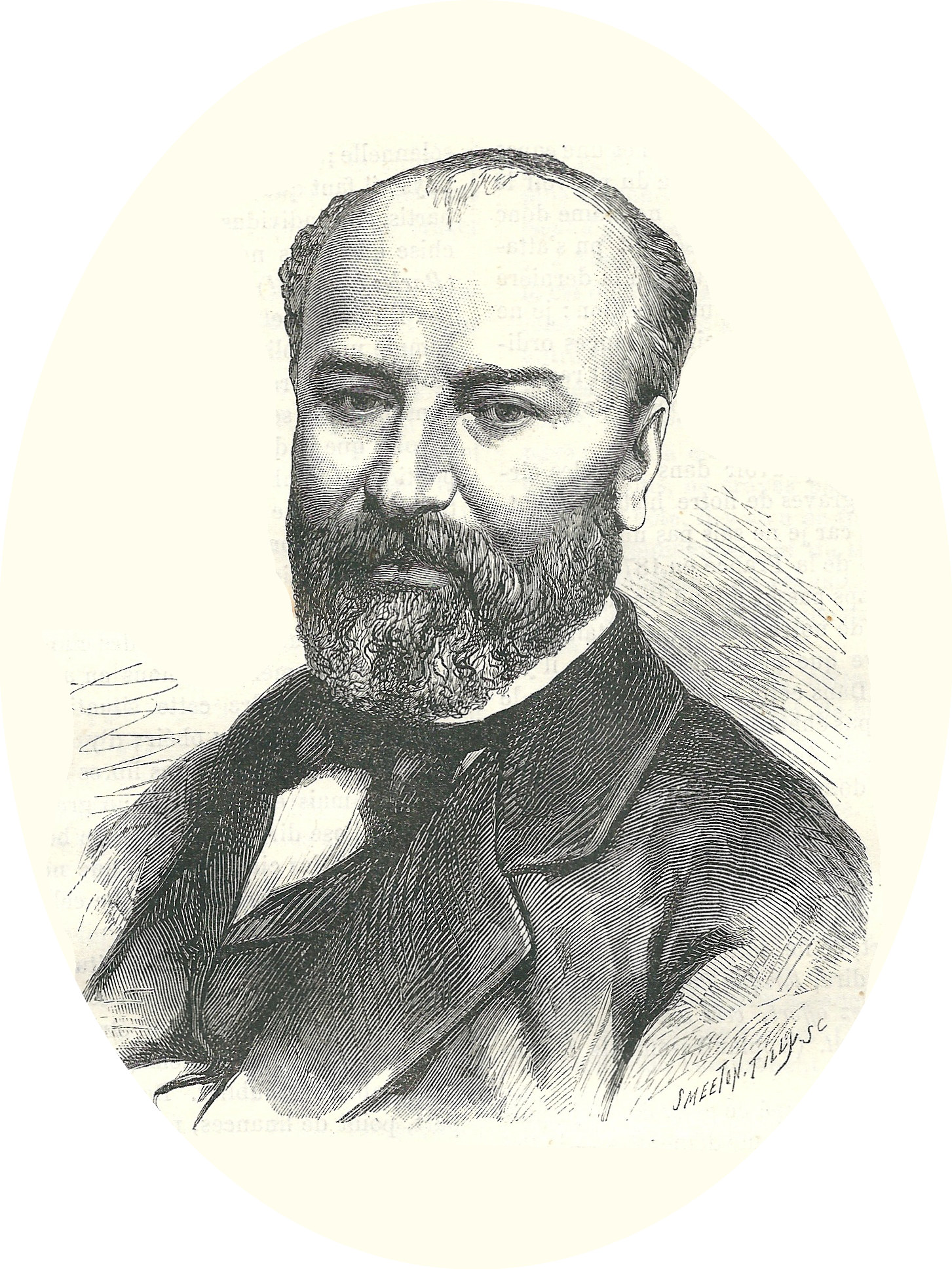
Léonide Babaud-Laribière grand-maître du Grand Orient de France.

À la veille de la guerre de 1870, les deux obédiences françaises sont dirigées par des personnalités de la bourgeoisie. Elles deviennent majoritairement libérales et républicaines, l'idée d'une franc-maçonnerie héritière de la Révolution française se généralise, l'anticléricalisme s'accentue avec la présence en son sein d'un courant radical grandissant.
Le courant pacifiste est également bien ancré dans les loges françaises lors de la déclaration de la guerre. Des francs-maçons à l’image d'Edmond Potonié-Pierre, fondateur de la « Ligue universelle du bien public », animent ce courant. La revue du Suprême Conseil Le monde maçonnique pointe l'importance de la « Ligue pour la paix » dans ses colonnes. Des loges adhèrent à l'« Union de la paix » fondée au Havre en 1866. Le Grand Orient de France pour sa part signe des traités d'amitié avec plusieurs obédiences allemandes ; les visites réciproques entre ateliers français et germaniques sont largement autorisées. Les obédiences françaises ne prennent pas position lors de la déclaration de la guerre, affichant de la sorte leur défiance à l'égard des choix de politique extérieure impériale. En août 1870, le conseil de l'ordre vote pour la mise en œuvre de dispositions humanitaires qui visent à venir en aide aux francs-maçons des armées et des victimes de guerre quelle que soit leur nationalité. Dans un engagement moindre, des obédiences européennes, comme le Grand Orient d'Italie et la Grande Loge suisse Alpina, lancent un manifeste en faveur de la paix. Pour sa part, le Grand Orient de Belgique condamne la politique allemande et promeut l'ouverture d’hôpitaux militaires. Si les membres des ordres maçonniques français font en général leur devoir, Léonide Babaud-Laribière, grand maître du Grand Orient considère la déclaration de la guerre comme une « folie suprême » de l'Empire.
La défaite de Sedan, la chute de l'Empire et la proclamation de la République mettent un terme aux actions pacifistes. De nombreux francs-maçons font partie du gouvernement provisoire, une quarantaine, dont Léonide Babaud-Laribière, sont nommés préfets. Une grande partie des loges soutiennent dès lors la guerre contre « l'envahisseur prussien » et la défense de la nouvelle république. Durant le siège de Paris, une dizaine de loges parisiennes du Grand Orient s'engagent dans une action insolite autour de la conduite jugée antimaçonnique de Guillaume Ier, grand maître de la franc-maçonnerie prussienne, et de son fils. Un manifeste est publié dénonçant les bombardements et l'incendie de villes, d'une formulation d'une grande sévérité et qui accuse les deux monarques de trahison, de parjure et de manquement à l'honneur. S'ajoute une dénonciation de la fanatisation du peuple allemand opéré par le monarque et son héritier autour d'un protestantisme sectaire, les rendant responsables de la mort d'un million d'hommes. Le document s'achève par un appel aux francs-maçons allemands à « rejeter les chaines de la servitude en se tournant vers le progrès social ».
Le manifeste largement diffusé trouve un écho dans la presse et au sein de l'ordre ; Jean-Claude Colfavru, ancien proscrit, accepte de présider une assemblée générale de « mise en jugement » qui se tient le 29 octobre et à laquelle participent plus de 1 500 francs-maçons qui prennent part au débat. Finalement une centaine de loges signent une « mise en accusation maçonnique » à transmettre aux autorités prussiennes, portée par une délégation qui sollicite un sauf-conduit du gouvernement pour rejoindre les lignes du siège prussien. La journée révolutionnaire du 31 octobre ajourne le projet qui est abandonné par la suite. Les Grandes Loges allemandes protestent contre ce manifeste, rompent leurs relations avec le Grand Orient et lui demandent un désaveu public des accusations. Le Grand Orient répond par une commission d'enquête sur les comportements de la franc-maçonnerie allemande durant la guerre, mais n'en publie pas les résultats,.

## Commune de Paris

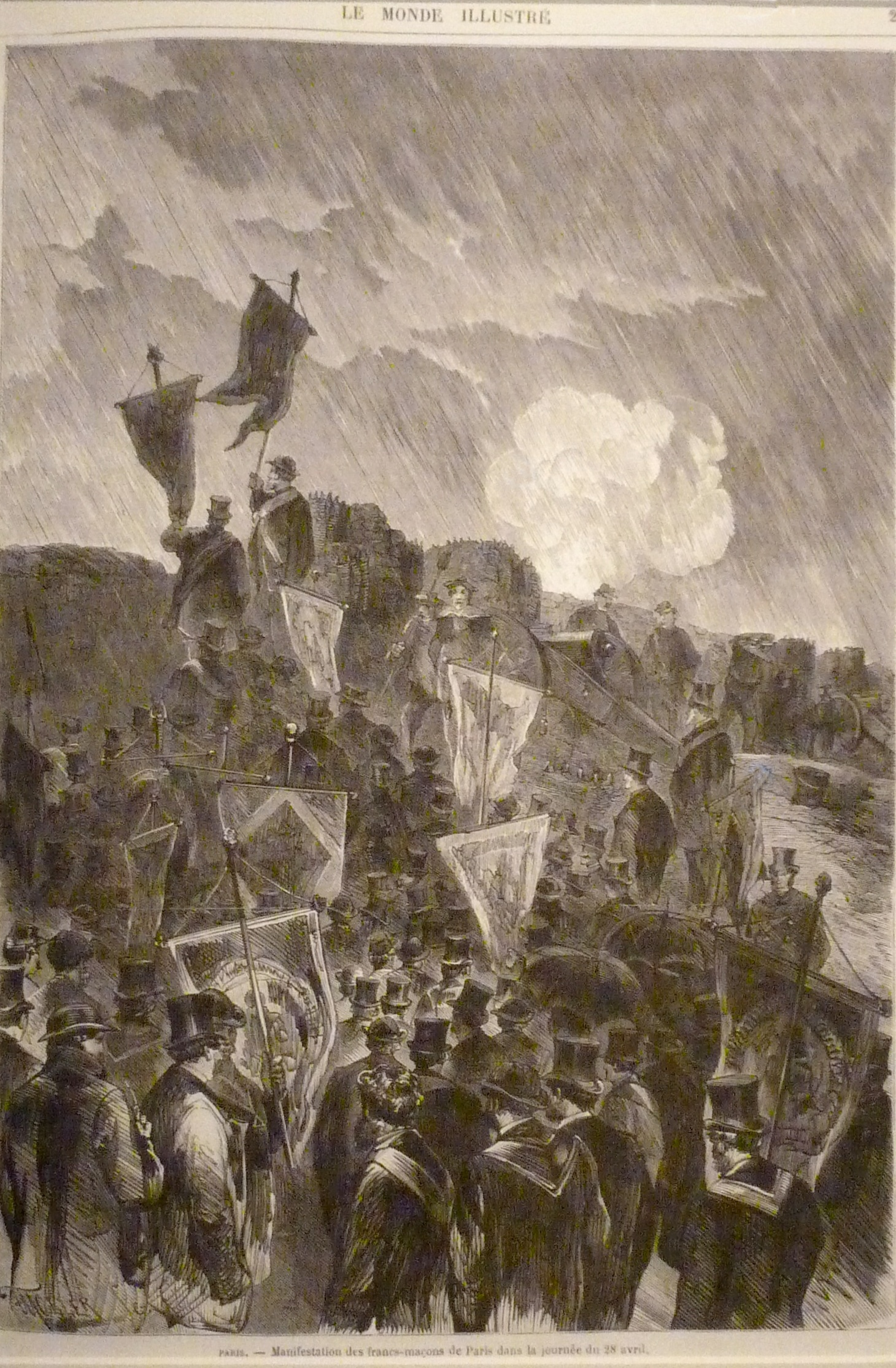
Commune de Paris, manifestation de francs-maçons.

L'insurrection de la Commune de Paris commence le 18 mars 1871 : le gouvernement conduit par Adolphe Thiers ainsi que le maire de Paris, Jules Ferry, accompagnés de nombreuses troupes et de fonctionnaires, quittent Paris pour Versailles. Les élus parisiens comptent dans leur rang entre 18 et 24 francs-maçons sur 86. Une fraction souhaite intégrer la Commune, une autre amenée par Charles Floquet se veut uniquement conciliatrice entre Versailles et Paris. Deux opinions s'affichent clairement dans la franc-maçonnerie, celle des loges qualifiées « d'avancées » essentiellement parisiennes et celle des loges qui restent légalistes.
Des francs-maçons vont se retrouver dans chaque camp : à l'image de Louis Blanc qui désavoue l'insurrection, les hommes politiques franc-maçons se rangent pour une grande majorité du côté du pouvoir mais une partie des francs-maçons parisiens sont sympathisants ou partisans de la Commune, à l'instar de Félix Pyat ou Jules Vallès et s'engagent dans les combats.
Le 29 avril au matin, un cortège de francs-maçons tenant des bannières aux insignes de leurs ordres traverse les rues de Paris. Ils se dirigent vers les limites de la ville et envoient aux Versaillais une délégation de paix en vain. À la fin de la Semaine sanglante et de l'écrasement de l'insurrection, près de deux cents francs-maçons sont morts dans les combats. Toutefois les instances de direction des obédiences se protègent d'une éventuelle accusation de complicité avec la Commune en condamnant sans détour l'action des francs-maçons communards. Le grand maître du Grand Orient transmet aux ateliers une déclaration qui dénonce « la criminelle sédition » et met en cause l'action individuelle « de membres indignes » qui ternissent l'œuvre pacificatrice de l'Ordre. Du côté du Suprême Conseil de France, le grand secrétaire général pointe « la conduite regrettable de quelques-uns » qui mettent en péril la franc-maçonnerie dans son ensemble. Quelques loges parisiennes excluent des membres pour s'être engagés dans l'insurrection ; en province, les loges, restées généralement prudentes durant les évènements, hésitent entre silence et condamnation.
Il ressort de la documentation historique que deux conceptions de la franc-maçonnerie, sans s'affronter ouvertement, ont agi durant la Commune. Une partie des membres, principalement parisiens, qui adhèrent à l'idée que les francs-maçons doivent être à l'avant-garde des mouvements sociaux pour être le fer de lance de l'évolution de la société, soutiennent ou participent à l'insurrection. Une autre partie, qui respecte le choix individuel de ses membres, tout en les invitant à se limiter à des actions humanitaires et conciliatrices, se tient à l'écart. La documentation révèle aussi une différence politique entre les loges parisiennes et celles de province. Les obédiences n'ont en général pas pris parti en tant qu'institutions et sont restées légalistes. Pourtant, les francs-maçons, et parfois les loges, ont participé aux événements selon leurs convictions,.

## Fin de l'Empire
Pendant le Second Empire, la ville de Paris s'affirme comme le centre de la franc-maçonnerie française avec des loges s'inscrivant dans des sociabilités différentes et parfois complexes ; elles sont toutefois représentatives d'une bourgeoisie éclairée qui reconnaît l'importance de l'instruction. Les débats internes qui l'animent voient leur aboutissement au cours de la période qui suit avec la création de la Grande Loge symbolique écossaise, qui répond aux aspirations démocratiques d'une partie des membres du Suprême Conseil de France en 1880, et la naissance d'une franc-maçonnerie mixte avec le Droit humain en 1893.
L'arrivée dans ses rangs de libres penseurs athées est à l'origine de changements et d'évolutions qui s'opèrent au sein de cette maçonnerie majoritairement déiste pour quelque temps encore. À la fin de l'Empire elle s'inscrit complètement dans le camp républicain. Cette tendance politique très marquée des obédiences et principalement du Grand Orient, dont l'évolution constitue à la fin de cette période l'armature et l'école du parti républicain, laisse transparaître le rôle important que va jouer la franc-maçonnerie dans la société française au cours de la IIIe République.